# Joseph Van der Linden

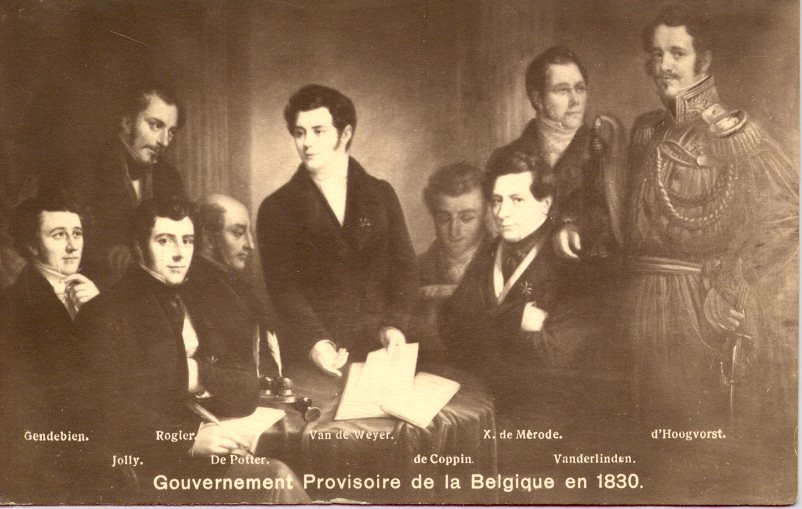
Van links naar rechts: Gendebien, Jolly, Rogier, de Potter, Van de Weyer, de Coppin, de Mérode, Joseph Van der Linden, Van der Linden d'Hooghvorst.

Joseph Van der Linden (Brussel, 15 mei 1798 – 27 november 1877), ook Vanderlinden, was lid van het Voorlopig Bewind tijdens de Belgische Revolutie van 1830.

## Levensloop
Hij was de zoon van de Brusselse notaris Jean-Baptiste Vander Linden en van Catharina De Waefelaer.
Op 26 september 1830, nadat het Nederlandse regeringsleger binnengetrokken was in het rumoerige Brussel, werd in het stadhuis de Administratieve Commissie opgericht. Van der Linden was penningmeester en secretaris van dit eerste bestuur, dat enkele dagen later het Voorlopig Bewind genoemd werd, en aanvankelijk bedoeld was om de orde te herstellen en met het leger te onderhandelen. Hij nam actief deel aan de Belgische omwenteling en werkte samen met Joseph Ferdinand Toussaint voor het Tijdelijk Bewind.
Van der Linden werd na 1840 directeur van de schatkist, eerst in Brugge en later in Bergen. In 1846 werd hij verkozen tot liberaal gemeenteraadslid in Brugge. Hij was op 30 september 1835 in Brugge getrouwd met Sylvie de la Rue (of Delarue), de weduwe van kunstschilder Joseph Odevaere. Van der Linden ligt begraven op het kerkhof van Laken.

## Niet verwarren
- Deze Joseph Van der Linden mag niet verward worden met baron Joseph van der Linden d'Hooghvorst, (1782-1845), die lid werd van het Nationaal Congres en die de broer was van een ander lid van het Voorlopig Bewind, Emmanuel van der Linden d'Hooghvorst.
- Pierre Van der Linden, zijn broer

Alexandre Gendebien · André Jolly · Charles Rogier · Louis de Potter · Sylvain Van de Weyer · Feuillien de Coppin · 
Félix de Mérode · Joseph Van der Linden · Emmanuel van der Linden d'Hooghvorst · Joseph Nicolay